# Nik Kershaw
Nicholas David (Nik) Kershaw (Bristol, 1 maart 1958) is een Brits popmuzikant.

## Biografie
Kershaw begon al op jonge leeftijd met muziek en speelde in zijn jeugd in verschillende bands. Hij wilde meer dan alleen plezier in muziek en  overwoog een carrière als songwriter. Hoewel zijn vroege pogingen niet echt succesvol waren, tekende Kershaw in 1983 een contract bij MCA Records. Daar behaalde hij in 1984 zijn eerste hit met het nummer "Wouldn't It Be Good", dat ook in Nederland een bescheiden hit werd met veel airplay. Later dat jaar had hij een grotere hit met "I Won't Let the Sun Go Down on Me". Hoewel het nummer in het Verenigd Koninkrijk geen grote hit werd, deed het het goed in andere landen van Europa.
Kershaws album Human Racing oogstte succes en behaalde de nummer 2 in het Verenigd Koninkrijk. Van dat album kwamen drie grote hits, de twee hierboven genoemde en Dancing Girls.
In 1984 kwam Kershaw met zijn tweede album The Riddle, hiervan kwamen de hits The Riddle, Wide Boy en Don Quixote. Deze nummers stonden een paar weken lang in de top 20 van het Verenigd Koninkrijk.
In 1985 was Kershaw te zien in het Wembley-stadion voor Live Aid, hierna nam Kershaws succes stukje bij beetje af. Hij zong nummers van andere artiesten en was soms te vinden bij een live concert. Hij had zelf nog een hit, de soundtrack van de Amerikaanse film Doc Hollywood, ook in datzelfde jaar.
In 1993 had hij een grote hit met The Woman I Love. In dat jaar heeft hij ook verteld aan het publiek dat het nummer The Riddle in feite niks betekende en de tekst niets inhield, hij stelde voor om het alsnog instrumentaal uit te brengen, maar zonder succes.
In 1999 had Kershaw nog een succes met 15 Minutes, deze hit kwam van het gelijknamige album. Het bereikte in het Verenigd Koninkrijk de tweede plaats en stond in België een week op nummer 1.
Tegenwoordig zingt hij op festivals nog weleens zijn oude hits. Verder heeft hij samengewerkt met onder anderen Bonnie Tyler en Elton John.

## Persoonlijk leven
Kershaw was van 1983 tot 2003 getrouwd met de Canadese zangeres Sheri Kershaw. Zij hebben samen drie kinderen. Hun tweede kind heeft het syndroom van Down.
Sinds juni 2009 is Kershaw getrouwd met Sarah Kate, die al een dochter uit een eerder huwelijk had. Samen kregen ze in 2010 een zoon. Kate is mede-eigenaar van Kershaws platenlabel Shorthouse.

## Discografie

### Albums
| Album met eventuele hitnotering(en) in de Nederlandse Album Top 100 | Datum van verschijnen | Datum van binnenkomst | Hoogste positie | Aantal weken | Opmerkingen |
| ------------------------------------------------------------------- | --------------------- | --------------------- | --------------- | ------------ | ----------- |
| Human Racing                                                        | 27-02-1984            | 17-03-1984            | 13              | 17           |             |
| The Riddle                                                          | 19-11-1984            | 8-12-1984             | 21              | 9            |             |

### Singles
| Single met eventuele hitnotering(en) in de Nederlandse Top 40 | Datum van verschijnen | Datum van binnenkomst | Hoogste positie | Aantal weken | Opmerkingen                                                                                 |
| ------------------------------------------------------------- | --------------------- | --------------------- | --------------- | ------------ | ------------------------------------------------------------------------------------------- |
| Wouldn't It Be Good                                           | 21-01-1984            | 10-03-1984            | 24              | 3            | Nr. 32 in de Nationale Hitparade / Nr. 24 in de TROS Top 50                                 |
| I Won't Let the Sun Go Down on Me                             | 16-09-1983            | 28-07-1984            | 6               | 9            | Nr. 5 in Nationale Hitparade / Nr. 5 in de TROS Top 50 / AVRO's Radio en TV-Tip Hilversum 3 |
| The Riddle                                                    | 05-11-1984            | 01-12-1984            | 19              | 8            | Nr. 19 in de Nationale Hitparade / Nr. 18 in de TROS Top 50 / NOS Steunplaat Hilversum 3    |
| Wide Boy                                                      | 01-03-1985            | -                     | Tip 5           | *            | Nr. 47 in de Nationale Hitparade / Nr. 42 in de TROS Top 50                                 |

| Single met hitnotering(en) in de Vlaamse Ultratop 50 | Datum van verschijnen | Datum van binnenkomst | Hoogste positie | Aantal weken | Opmerkingen |
| ---------------------------------------------------- | --------------------- | --------------------- | --------------- | ------------ | ----------- |
| Wouldn't It Be Good                                  | 21-01-1984            | 24-03-1984            | 17              | 3            |             |
| I Won't Let The Sun Go Down on Me                    | 16-09-1983            | 04-08-1984            | 5               | 9            |             |
| The Riddle                                           | 05-11-1984            | 08-12-1984            | 8               | 9            |             |

- Human Racing (1984)
- Dancing Girls (single 1984)
- Wouldn't It Be Good (single 1984)
- I Won't Let the Sun Go Down on Me (single 1984)
- The Riddle (1984)
- Don Quixote (single 1985)
- Wide Boy (single 1985)
- When a Heart Beats (1985)
- Radio Musicola (1986)
- The Works (1989)
- 15 Minutes (1999)
- To Be Frank (2001)
- You've Got to Laugh (2006)
- No Frills (2009)
- Ei8ht (2012)

Het album Human Racing werd opnieuw uitgebracht in 2012 met een tweede cd gevuld met 12 inch-remixes, B-kanten, een liveopname en een paar nooit op een album verschenen versies van onder meer "Shame on You".

### NPO Radio 2 Top 2000
| Nummers met noteringen in de NPO Radio 2 Top 2000 | '99  | '00  | '01  | '02  | '03  | '04  |
| ------------------------------------------------- | ---- | ---- | ---- | ---- | ---- | ---- |
| I Won't Let the Sun Go Down on Me                 | 1754 | 1717 | -    | -    | -    | -    |
| The Riddle                                        | -    | 1401 | 1173 | 1367 | 1810 | 1967 |
| Wouldn't It Be Good                               | 1552 | 1198 | 1333 | 1620 | -    | -    |

1. ↑  Een '-' betekent dat het nummer niet was genoteerd en een vetgedrukt getal geeft de hoogste notering van een nummer aan.
2. ↑  Deze tabel is bijgewerkt tot en met de laatste editie (2024).

- Bibsys: 8038542
- Biblioteca Nacional de España: XX1615580
- Bibliothèque nationale de France: cb13895948h (data)
- Gemeinsame Normdatei: 123104262
- International Standard Name Identifier: 0000 0000 7839 4573
- Library of Congress Control Number: n94100615
- Nationale Bibliotheek van Letland: 000097964
- MusicBrainz: 6286e04b-7bc1-4f22-bca5-fdd34d1b0d93
- Nationale Bibliotheek van Tsjechië: xx0050660
- Nationale bibliotheek van Australië: 35572633
- Nationale Bibliotheek van Israël: 987007415263005171
- Nationale en Universitaire bibliotheek Zagreb: 000067378
- Nederlandse Thesaurus van Auteursnamen: 071670866
- SNAC: w6tt4xgh
- Trove: 1000290
- Virtual International Authority File: 59269941
- WorldCat: E39PBJxmFmMf66YKDDMHxFB9Dq